# Circuit de Barcelona-Catalunya

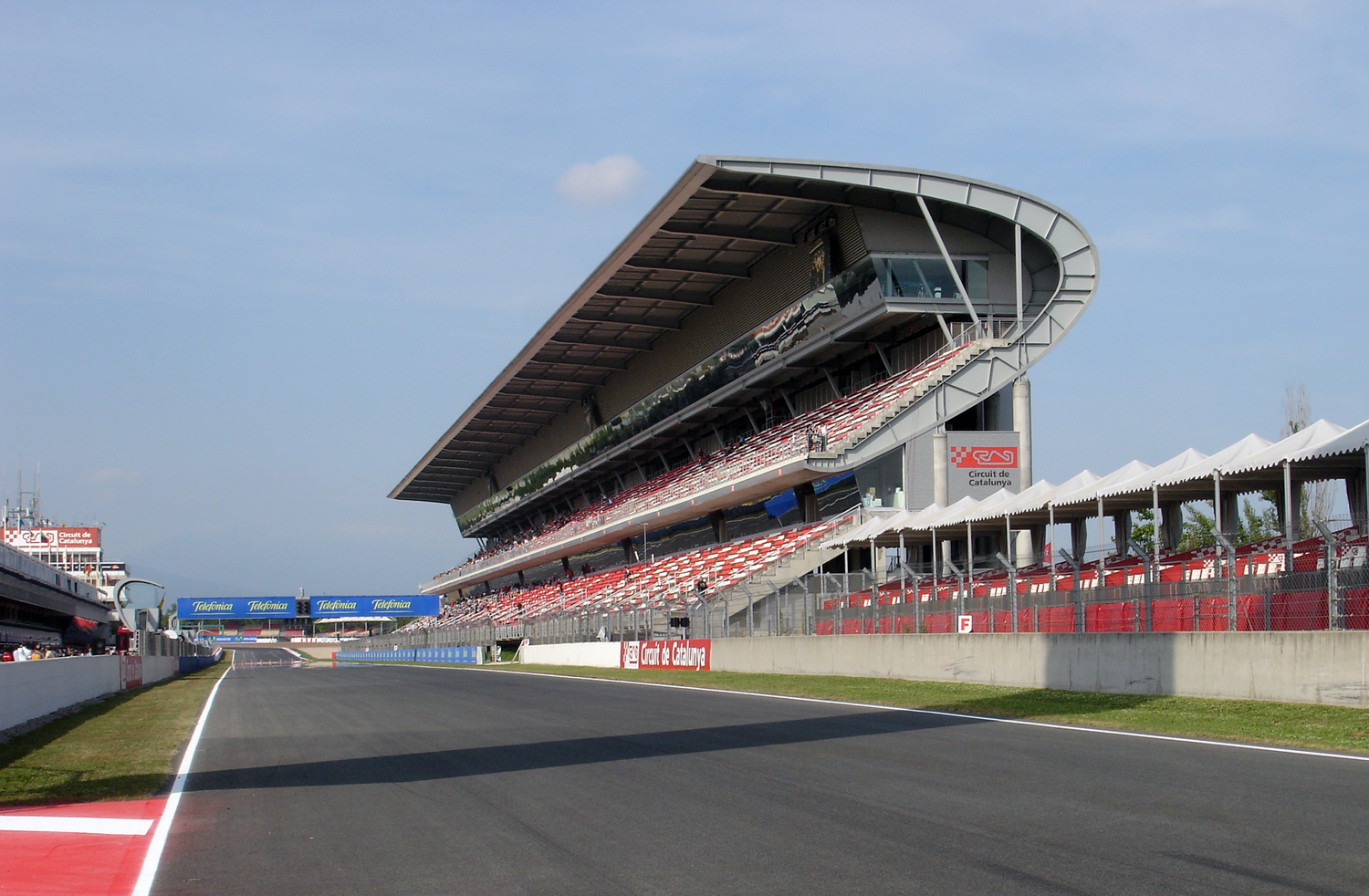
A célegyenes

A Circuit de Catalunya egy versenypálya, mely Montmelóban fekszik, Barcelonától nem messze északra, Katalóniában. A Formula–1 spanyol nagydíj mellett ezen a pályán megfordul a gyorsasági motoros világbajnokság, valamint az európai Le Mans Series is. Építése előtt a spanyol nagydíjat Jerezben rendezték. A pályát 1991-ben nyitották meg, és még ebben a hónapban megrendezték a Formula–1-es spanyol nagydíjat. Azóta megszakítás nélkül minden évben itt rendezik a Nagydíjat. A pályán előszeretettel tesztelnek a Formula–1-es csapatok, az enyhe téli időjárás miatt. A pálya 4,627 kilométer hosszú, több kisebb átépítésen esett már túl. Boxutcája 340,7 méter. A pálya vonalvezetése erősen megterheli a gumikat, valamint nagyon fontos a jó aerodinamika eltalálása. 2007-ben egy sikánt építettek be a pályára, ami a célegyenesre ráfordító kanyar előtt kapott helyet. 2023-tól kiszedték a vonalvezetésből.